# Kvernufoss
Der Kvernufoss ist ein Wasserfall im Süden von Island.
Er ist der kleine, unbekannte Nachbar vom Skógafoss, der 1,6 km westlich liegt. Der Kvernufoss kann vom Parkplatz des Skógar Museums in weniger als 1 km Fußweg erreicht werden. Dabei müssen Zäune überwunden werden. Der Fluss Kverna stürzt um 40 m. Flussaufwärts gibt es noch den Selvadsfoss und der Weg über den Fimmvörðuháls verläuft streckenweise westlich. Die Schlucht mit dem Kvernufoss sind von der Ringstraße aus zu erkennen.